# Légia

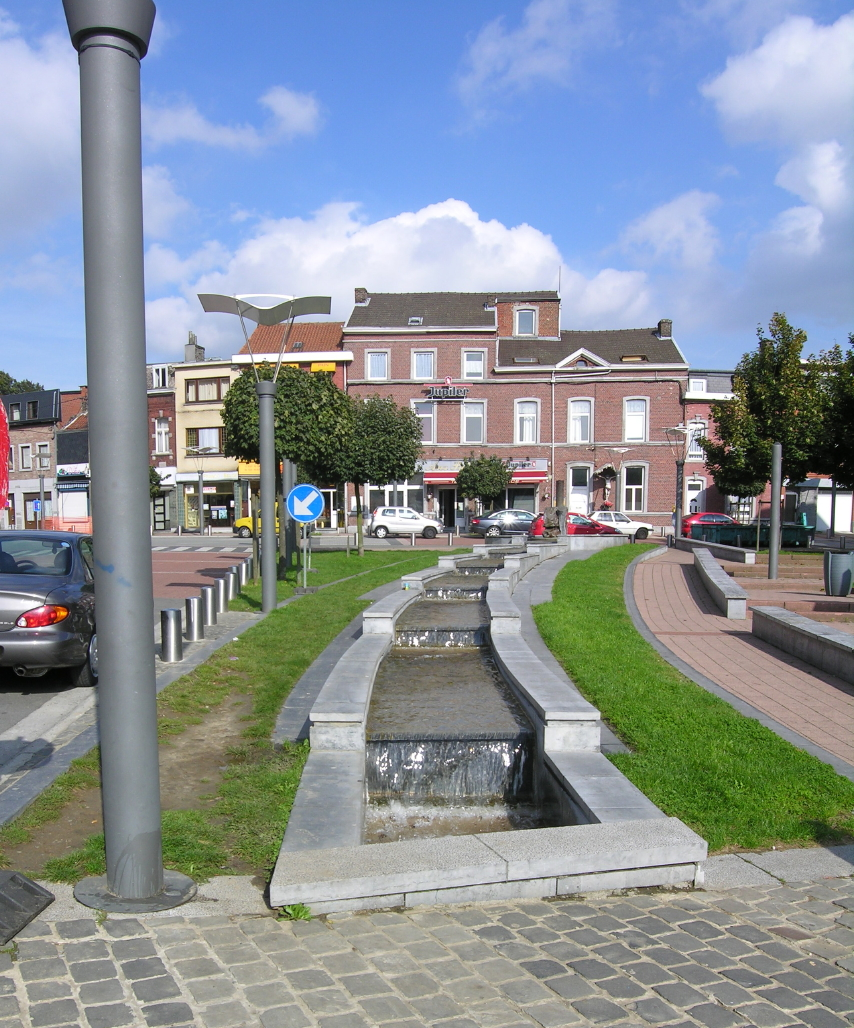
De "Légia" aan het Place Nicolaï te Ans

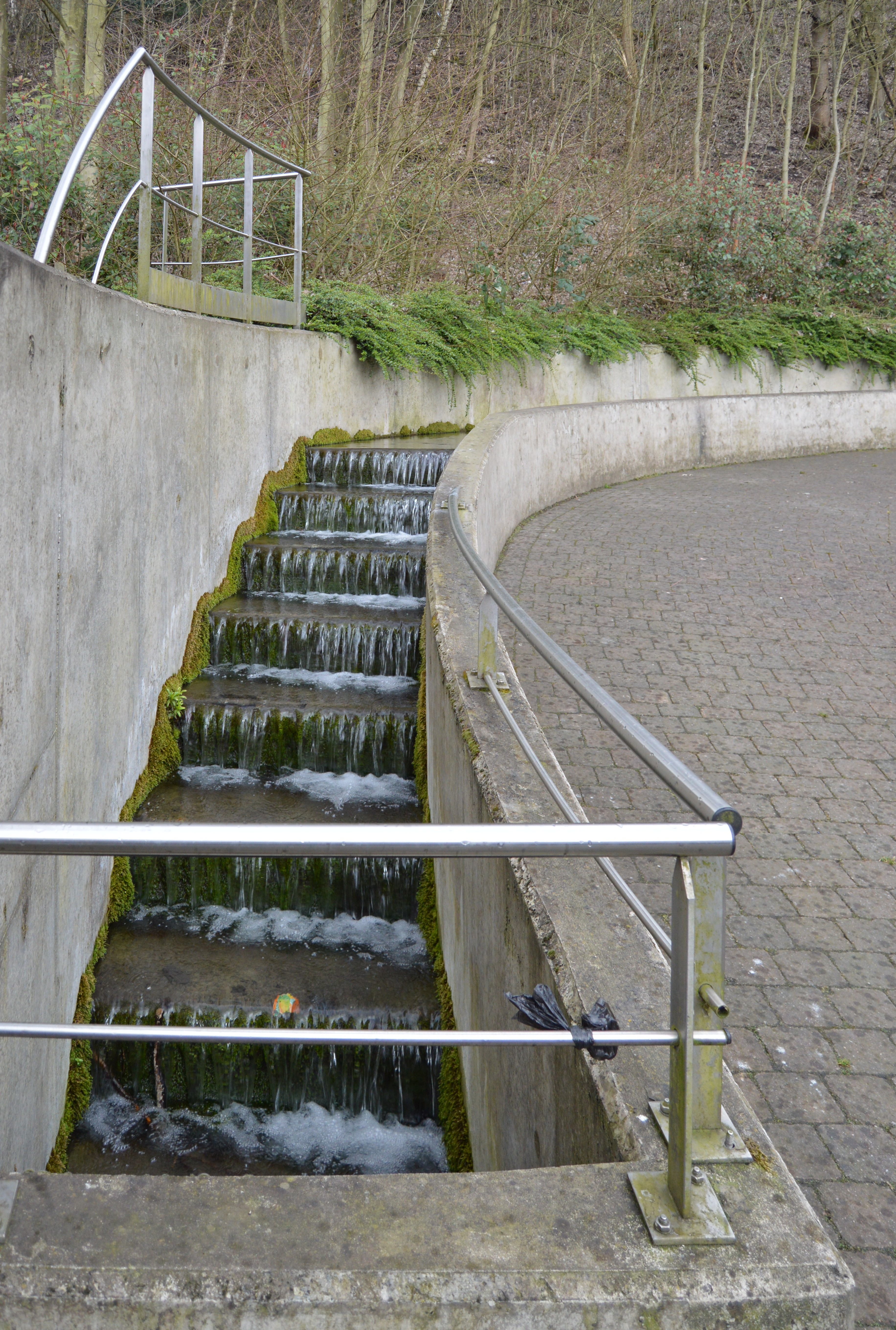
De Légia bij de Rue Simon Dister te Ans

De Légia is een beek van ongeveer 5 km lengte die ontspringt in Ans en via Luik naar de Maas loopt en daarin uitmondt.

## Historisch belang
De monding van de Légia in de Maas was de plaats waar de stad Luik zich begon te ontwikkelen. Een van de (vele) theorieën aangaande de oorsprong van de naam van Luik beweert zelfs dat deze stad haar naam aan het beekje te danken heeft. De naam zou afkomstig zijn van het Keltisch legia, wat stroom betekent.
Tegenwoordig is het beekje vrijwel geheel overkluisd.

## Verloop
De Légia heeft zijn bron op de helling van het Haspengouws Plateau te Ans. Deze bron wordt tegenwoordig overdekt door een gebouw. De Légia komt iets verderop tevoorschijn, ter hoogte van Rue Coq Fontaine 5. Ook ter hoogte van de Rue Simon Dister is het water van de Légia te zien, waar dit een fontein voedt. Het betreft hier echter een kunstmatige omleiding, want het beekje heeft hier oorspronkelijk niet gelopen.
Ook in Ans bevindt zich een symbolische waterloop, op het Place Nicolaï. Trapsgewijs stroomt hier het water omlaag, maar dit is niet het water van de Légia, doch een gesloten circuit.
In 1697 werd reeds een groot deel van de loop van de Légia overkluisd, het betrof een traject van 2800 meter. Wel dreef de Légia diverse watermolens aan, waarvan straatnamen als Rue des Moulins en Rue des Meuniers nog getuigen.
De Légia neemt de beek van Glain op en bereikt het stadsgebied van Luik in de wijk Sainte-Marguerite en via Sainte-Walburge loopt ze onder de Place Saint-Lambert, waar ze zich vertakt. De belangrijkste bedding gaat via de Rue des Mineurs en de Féronstrée, waar ze in 1749 overkluisd werd. Ter hoogte van de Quai de la Ribuée mondt de Légia in de Maas uit.